# Феллер, Владимир Рафаилович
Владимир Рафаилович Феллер (род. 20 октября 1961, Иркутск) — дирижёр, профессор (2011) кафедры оперной подготовки Российской академии музыки имени Гнесиных, Заслуженный артист России.

## Биография
В 1988 г. окончил Российскую академию музыки имени Гнесиных, в 1990 г. — ассистентуру-стажировку этой же академии.
С 1985 г. — артист оркестра Московского театра Сатиры, с 1987 г. — руководитель оркестра «Школьные годы» ДК Автомобилистов.
С 1989 г. — преподаватель кафедры оркестрового дирижирования, с 1991 г. работает на кафедре оперной подготовки РАМ им. Гнесиных.
В 1991—1994 гг. руководил оркестром народных инструментов академии.
Дирижёр спектаклей в театре-студии оперы РАМ им. Гнесиных:
- «Алеко» С. Рахманинова
- «Травиата» Дж. Верди
- «Служанка-госпожа» Дж. Перголези
- «Свадьба Фигаро» В. Моцарта
- «Майская ночь» Н. Римского-Корсакова
- «Дон Паскуале» Г. Доницетти
- «Джанни Скикки» Дж. Пуччини
- «Севильский цирюльник» Дж. Россини
- «Богема» Дж. Пуччини
- «Евгений Онегин» П. И. Чайковского

## Награды и признание
- Профессор
- Заведующий кафедрой оперной подготовки РАМ им. Гнесиных
- Заслуженный артист России
- Медаль «За строительство Байкало-Амурской магистрали» (1982)
- Медаль «В память 850-летия Москвы» (1997)